# Kloster Saint-Loup (Saint-Jean-de-Braye)
Das Kloster Saint-Loup (Saint-Jean-de-Bray) war von 1235 bis 1792 ein Kloster der Zisterzienserinnen und/oder der Benediktinerinnen in Saint-Jean-de-Braye, Département Loiret, in Frankreich.

## Geschichte
Ludwig der Heilige gründete 1235 am Ufer der Loire in Saint-Loup-lès-Orléans (Geburtsort des heiligen Lupus von Sens, seit 1726 Teil von Saint-Jean-de-Braye, an der östlichen Stadtgrenze von Orléans) das Nonnenkloster Saint-Loup. Der Konvent lebte nach der Zisterzienserregel, weigerte sich jedoch zumindest zeitweise, die Autorität von Cîteaux anzuerkennen. Das Kloster war ursprünglich Priorat, wurde aber 1639 auf Bitten von Gaston d’Orléans von Papst Urban VIII. in den Rang einer Abtei erhoben. Erste Äbtissin war Marie-Anne de Cochefilet de Vaucelas († 1669), die bis dahin Äbtissin der Zisterzienserinnenabtei Bussières gewesen war.
Von 1726 bis 1757 stand das Kloster im Konflikt mit den Bischöfen von Orléans: Louis-Gaston Fleuriau d’Armenonville (1706–1733), Nicolas Joseph de Pâris (1733–1753, vorher bereits Koadjutor, † 1757) und Louis-Joseph de Montmorency-Laval (1753–1757). Der in der Folge der Bulle Unigenitus Dei filius von 1713 wieder aufgeflammte Jansenismusstreit bewog die beiden Bischöfe, dem Kloster wegen Jansenismusverdachts dreißig Jahre lang jegliche Sakramentenspendung zu verweigern, und dies gegen den Willen des Königs und der Parlamente. Im Zentrum der Auseinandersetzungen, die an das Schicksal von Port-Royal erinnern, stehen die Äbtissin Olympe de Châtillon (* 1688; † 1731) und ihre Nachfolgerin Gabrielle Jubert de Bouville.
1792 wurde das Kloster infolge der französischen Revolution aufgehoben. Reste an der Rue du Port Saint-Loup in Saint-Jean-de-Braye sind mittlerweile in Privatbesitz.